# Kevin Senio

a Compétitions nationales et continentales officielles uniquement.

b Matchs officiels uniquement.
Dernière mise à jour le 19 mars 2024.
Kevin Senio, né le 6 juillet 1978 à Auckland (Nouvelle-Zélande), est un joueur international néo-zélandais de rugby à XV. Il joue au poste de demi de mêlée.

## Biographie
Kevin Senio est né à Auckland en Nouvelle-Zélande, d'une famille d'origine samoane. Il est le neveu de Peter Fatialofa, international samoan au poste de pilier.
Ses deux frères ont également connu une carrière professionnelle : John demi de mêlée international samoan, et Dimitri centre passé par le SC Albi et le Stade montois.

## Carrière

### En club

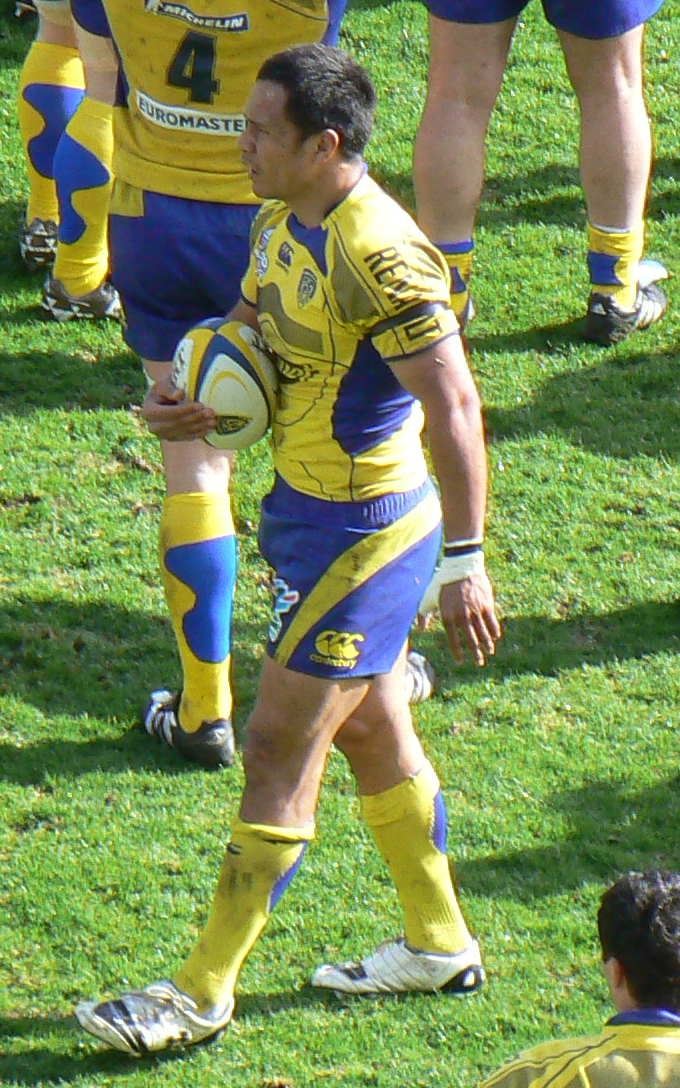
Kevin Senio avec l'ASM Clermont Auvergne en 2010

Kevin Senio est scolarisé à la Kelston Boys' High School (en), tout comme ses frères, et en sort diplômé en 1996,. Initialement formé au poste de centre, il se reconvertit à celui de demi de mêlée avec l'équipe scolaire, à cause de la présence de son frère aîné Dimitri.
Après avoir terminé sa scolarité, il progresse logiquement au sein de la province d'Auckland, toutefois en raison de la forte concurrence à son poste, il ne parvient pas immédiatement à jouer au niveau professionnel. Dans un premier temps, il doit se contenter de jouer avec l'équipe de rugby à sept de la province, et avec le club de Ponsonby,. Il débute finalement en National Provincial Championship (NPC) en 2001, disputant huit matchs dont deux titularisations,.
L'année suivante, il est prêté aux Counties Manukau, où il joue à nouveau huit matchs.
En 2003, il joue une rencontre avec la franchise des Chiefs en Super 12, après avoir été appelé sur la feuille de match au dernier moment,.
Plus tard la même année, il change à nouveau de province de NPC pour rejoindre Bay of Plenty, équipe entraînée par Vern Cotter,. Ses performances avec sa nouvelle équipe lui permette de faire partie du groupe élargi des Chiefs pour la saison 2004 de Super 12, où il rejoint un effectif dense à son poste, avec la présence de Byron Kelleher et Isaac Boss. Malgré un imbroglio contractuel avec les Blues, il joue un second match de Super 12 lors de la saison,.
Pour la saison 2005, il fait désormais pleinement partie de l'effectif des Chiefs,. Doublure de Kelleher, il joue sept matchs dont deux comme titulaire. Plus tard la même année, il affronte les Lions britanniques lors de leur tournée en Nouvelle-Zélande.
En 2006, il rejoint la franchise des Crusaders, ainsi que la province de Canterbury, où il compense le départ en Europe de Justin Marshall. Lors de sa première saison, il passe le gros de la saison dans l'ombre du jeune Andy Ellis, avant de profiter de sa blessure en demi-finale pour débuter la finale remportée face aux Hurricanes,. L'année suivante, il se partage à nouveau le poste avec Ellis toute la saison, avant de lui être préféré pour la demi-finale perdue face aux Bulls. 
Après deux saisons aux Crusaders, il décide en 2007 de rejoindre le Castres olympique en Top 14, pour un contrat de deux saisons,. Avec le club tarnais, il est en concurrence avec le jeune Sébastien Tillous-Borde et l'international italien Pablo Canavosio. 
Au terme de son contrat avec Castres, il rejoint l'ASM Clermont Auvergne pour trois saisons, où il retrouve Vern Cotter, et où il remplace numériquement son frère John,. Arrivé au club en même temps que Morgan Parra, il est sa doublure habituelle pendant ses premières années au club,. Il est ainsi remplaçant lors de la finale de Top 14 2010, qui voit le club auvergnat remporter le premier titre de champion de France de son histoire. En février 2012, il prolonge son contrat pour une saison supplémentaire. Lors de cette quatrième saison, il recule dans la hiérarchie des demis de mêlée, se plaçant derrière Morgan Parra et Ludovic Radosavljevic au niveau du temps de jeu,.
Non-conservé à Clermont en juin 2014, et âgé de 34 ans, il s'engage alors avec le club de Montluçon Rugby en Fédérale 1 (troisième division),. Il joue une saison avec cette équipe, avant de mettre un terme à sa carrière de joueur,.

### En équipe nationale
Kevin Senio représente les sélections néo-zélandaises scolaire et des moins de 19 ans, avant de jouer pour celle des moins de 21 ans en 1998-1999,.
En 2000, il joue pour l'équipe des Samoa de rugby à sept puis, de 2001 à 2004, évolue avec la sélection néo-zélandaise de ce sport,. 
En juin 2005, il est sélectionné avec les Junior All Blacks (sélection espoir de Nouvelle-Zélande) afin de jouer une rencontre contre l'équipe d'Australie A,. 
Il est sélectionné pour la première fois en équipe de Nouvelle-Zélande en août 2005, en remplacement de Byron Kelleher blessé, afin de disputer le Tri-nations. Après plusieurs matchs sur le banc des remplaçant sans entrer en jeu, il fait ses débuts avec les All Blacks le 3 septembre 2005, à l'occasion d'un match contre l'Australie,. Pour ce qui est son unique sélection internationale, il entre en jeu à quelques minutes de la fin de la partie à la place de Piri Weepu.
L'année suivante, il représente à nouveau les Junior All Blacks lors de la première édition de la Pacific Nations Cup.
Par la suite, son exil en France à partir de 2007 l'empêche de continuer sa carrière internationale avec la Nouvelle-Zélande, tandis que son unique apparition avec les All Blacks a bloqué toute chance de représenter les Samoa.

## Palmarès

### En club
- Vainqueur du Super 14 en 2006 avec les Crusaders
- Vainqueur du Championnat de France en 2010 avec l'ASM Clermont.

### En équipe nationale
- Vainqueur du Tri-nations en 2005.
- Vainqueur de la Pacific Nations Cup en 2006.

## Statistiques

### En équipe nationale
En 2005, Kevin Senio compte une sélection avec les All-Blacks. Avec les Kiwis, il participe à une édition du Tri-nations en 2005.